# Southern Copper
Die Southern Copper Corporation ist ein amerikanischer Bergbaukonzern im Besitz der Grupo México. Das Unternehmen baut vorwiegend Kupfer sowie als Nebenprodukte Molybdän, Zink und Silber ab. Im Geschäftsjahr 2015 wurden 743.000 t Kupfer gefördert.

## Geschichte
1952 wurde die Southern Peru Copper Corporation (SPCC) gegründet, an der sich 1955 ASARCO (51,5 %), die Cerro de Pasco Corporation (22,5 %), Phelps Dodge (16 %) und Newmont Mining (10 %) beteiligten. Cerro de Pasco brachte dabei den Claim Cuajone ein. 1959 wurden der Tagebau Toquepala und die Schmelzhütte in Ilo in Betrieb genommen. Von 1969 bis 1976 wurde der Tagebau Toquepala aufgeschlossen. Die Regierung Velasco Alvarado errichtete außerdem eine eigene Kupferraffinerie in Ilo, die von SPCC mit Blisterkupfer beliefert wurde.
2004 erwarb Grupo México die 54,2 % der Anteile an der Southern Peru Copper Corporation. Im Oktober 2005 erfolgte die Umfirmierung in Southern Copper Corporation.

## Bergwerke
Die Southern Copper Corporation betreibt die Tagebaue Cuajone und Toquepala in Peru (mit der Bahnstrecke Ilo–Toquepala–Cuajone) sowie Cananea und La Caridad in Mexiko.
Im Süden Perus, 9 km nördlich des Dorfes Cocachacra in der Region Arequipa, plante die Southern Copper Corporation ein großes Bergwerk, Tía María genannt, zum Abbau von Kupfererz. Nach anhaltenden Protesten gegen das Vorhaben suspendierte das peruanische Ministerium für Energie und Bergbau am 9. August 2019 die Erlaubnis zum Bau von Tía María.